# Huañoma Alta
Huañoma Alta (auch: Wañoma Alta) ist eine Streusiedlung im Departamento Chuquisaca im südamerikanischen Andenstaat Bolivien. 

## Lage im Nahraum
Huañoma Alta liegt in der Provinz Oropeza und ist zentraler Ort im Cantón Huañoma im Municipio Poroma. Die Ortschaft liegt in einer aufgelockerten Buschlandschaft auf einer Höhe von 2410 m am linken, südlichen Ufer des Río Huañoma, einem linken Zufluss des Río Chayanta.

## Geographie
Huañoma Alta liegt am Nordostrand der Cordillera Central, das Klima ist semiarid und ein typisches Tageszeitenklima, bei dem die mittlere Temperaturschwankung im Tagesverlauf ausgeprägter ist als die jahreszeitliche Temperaturschwankung.
Die Durchschnittstemperatur der Region liegt bei gut 17 °C (siehe Klimadiagramm Poroma) und schwankt im Jahresverlauf zwischen knapp 14 °C im Juli und 19 °C von November bis Januar. Der Jahresniederschlag beträgt gut 600 mm, wobei die monatlichen Niederschläge in der halbjährigen Trockenzeit von April bis Oktober bei unter 30 mm liegen, während im Südsommer von Dezember bis Februar Monatswerte zwischen 120 und 150 mm erreicht werden.

## Verkehrsnetz
Huañoma Alta liegt in einer Entfernung von 117 Straßenkilometern nördlich von Sucre, der Hauptstadt des Departamentos.
Von Sucre aus führt eine unbefestigte Landstraße zwischen dem alten Flughafen im Westen und dem Dinosaurier-Park im Osten hindurch in nördlicher Richtung und bewegt sich in ihrem ersten Abschnitt streckenweise bis auf mehr als 3000 m. Nach 40 Kilometern überquert sie auf einer Höhe von 2300 m den Río Maran Mayu und steigt in Serpentinen erneut auf eine Höhe von über 3000 m. Der Scheitelpunkt der Straße liegt zehn Kilometer vor Poroma bei mehr als 3200 m, so dass die Straße auf diesem letzten Teilabschnitt noch einmal einen Höhenunterschied von 900 m überwinden muss. Von Poroma aus geht es noch einmal zwölf Kilometer in westlicher Richtung bis Soicoco. Vier Kilometer nordwestlich von Soicoco folgt man an einer Kreuzung dem Fahrweg weiter bis zum Ufer des Río Huañoma und folgt dem Fluss an seinem linken Ufer bis zur Ortschaft Huañoma Alta .

## Bevölkerung
Die Einwohnerzahl des Ortes ist in dem Jahrzehnt zwischen den beiden letzten Volkszählungen um mehr als ein Drittel angestiegen:
| Jahr | Einwohner         | Quelle       |
| ---- | ----------------- | ------------ |
| 1992 | keine Detaildaten | Volkszählung |
| 2001 | 218               | Volkszählung |
| 2012 | 301               | Volkszählung |
| 2024 |                   | Volkszählung |

In der Region lebt ein deutlicher Anteil indigener Bevölkerung, im Municipio Poroma sprechen 99,5 Prozent der Einwohner Quechua.